# 왕촉룡
왕촉룡(王觸龍, ? ~ 기원전 119년)은 전한 전기 ~ 중기의 제후로, 개국공신 왕염계의 손자이다.

## 행적
경제 3년(기원전 154년), 아버지 왕중황의 뒤를 이어 산도후(山都侯)에 봉해졌다.
원수 4년(기원전 119년)에 죽으니 시호를 경(敬)이라 하였고, 작위는 아들 왕당이 이었다.

## 출전
- 사마천, 《사기》 권19 혜경간후자연표
- 반고, 《한서》 권16 고혜고후문공신표

| 전임 아버지 산도혜후 왕중황 | 전한의 산도후 기원전 153년 ~ 기원전 119년 | 후임 아들 왕당 |